# Línguas sino-tibetanas
As línguas sino-tibetanas constituem uma família linguística que inclui idiomas do extremo oriente, como o chinês, o butanês, o tibetano e o birmanês. As línguas sino-tibetanas são divididas em dois grupos principais: o grupo da língua chinesa e seus dialetos e o grupo das línguas tibeto-birmanesas. O grupo tibeto-birmanês se divide ainda em subgrupos como: kamarupa, himalaio, qiângico, jingpho-nungi-luico, lolo-birmano-naxi, carênico e baico.
Uma característica comum a idiomas dessa família é o fato de serem tonais, de morfologia analítica (sem flexões de palavras) e monossilábicos, isto é, os morfemas são compostos de apenas uma sílaba.

## História

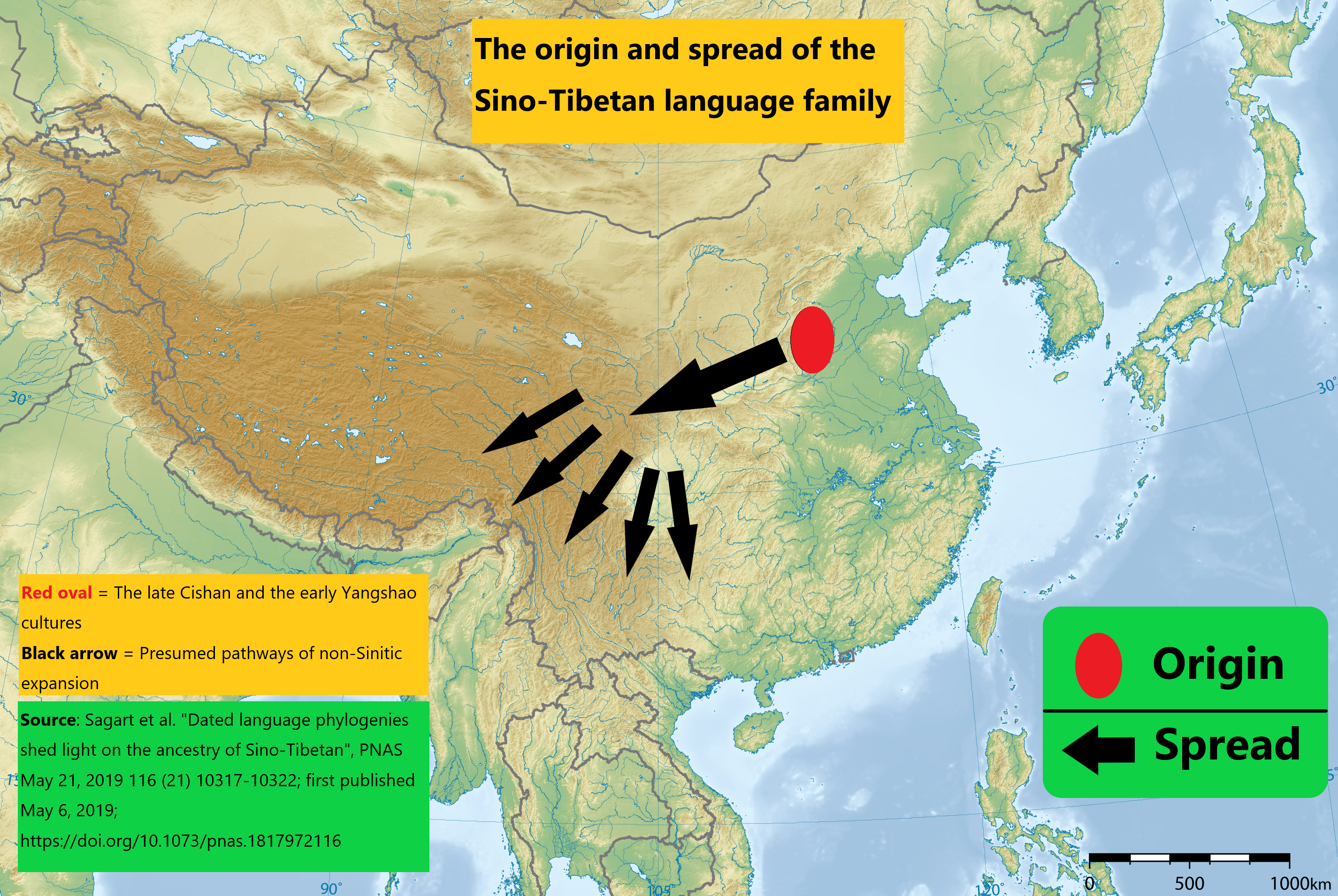
A origem e propagação da Línguas sino-tibetanas. Oval vermelho é o Cishan tardio e as primeiras culturas Yangshao. A seta preta são as vias presumidas de expansão não sinítica. Depois de aplicar o método comparativo linguístico ao banco de dados de dados linguísticos comparativos desenvolvido por Laurent Sagart em 2019 para identificar correspondências sonoras e estabelecer cognatos, métodos filogenéticos são usados para inferir relações entre essas línguas e estimar a idade de sua origem e pátria.

A relação entre as línguas chinesa, tibetana e birmanesa foi proposta no início do século XX, sendo, atualmente, amplamente aceita. O foco inicial em línguas de civilizações com um longo histórico de tradição literária foi ampliado para incluir línguas menos faladas, algumas das quais nunca, ou apenas recentemente, foram escritas. Entretanto, devido a dificuldades, a reconstrução dessas famílias é muito menos desenvolvida do que o indo-europeu e o austro-asiático. Algumas das complicações incluem a grande diversidade e a falta de inflexão em muitas das línguas. Além disso, muitas das línguas minoritárias são faladas em regiões montanhosas de difícil acesso e, muitas vezes, são zonas fronteiriças sensíveis.